# Носата жаба мексиканська
Носата жаба мексиканська (Rhinophrynus dorsalis) — вид земноводних з роду Носата жаба родини Носаті жаби. Це єдини існуючий на тепер вид роду, інший — канадська носата жаба (Rhinophrynus canadensis) — є вимерлим.

## Опис
Загальна довжина досягає 8—8,5 см. Тіло майже яйцеподібно-округле, голова зливається з ним і витягнута, на зразок невеликого хобота. Очі невеликі. Барабанна перетинка схована. Язик розташовано у передній частині рота, він рухливий тільки на кінці. Кінцівки у неї короткі та пухкі, в області плюсни на підошві виступає роговий бугор, що має вигляд лопати. Основне забарвлення рівномірно-буре, уздовж спини проходить жовта смуга, з боків присутні декілька жовтих плям.

## Спосіб життя
Полюбляє сухі місцини. Дуже добре риє нори, в яких проводить значний проміжок часу. Зустрічається до висоти 500–600 м над рівнем моря. Активна переважно у сутінках. Живиться термітами, та мурахами, яких злизує язиком.
Парування й розмноження відбувається після дощів. Самиця відкладає яйця у невеликі водойми. У їх пошуках здатна долати значні відстані — до 1,6 км. Личинки з'являються через декілька днів. Метаморфоз триває 1—3 місяці.

## Розповсюдження
Мешкає на півдні Мексики, Белізі, Гватемалі, Гондурасі, Сальвадорі, Нікарагуа, Коста-Риці. також зустрічається у штаті Техас (США).